# Manijeh Razeghi
Manijeh Razeghi (persisch منیژه رازقی; * 20. Jahrhundert im Iran) ist eine iranisch-US-amerikanische Physikerin und Hochschullehrerin. Sie ist Walter P. Murphy Professorin an der Northwestern University und Gründerin des Center for Quantum Devices (CQD). Ihre Forschung am CQD hat die Grenzen der Quantenhalbleiterwissenschaft und Nanotechnologie erweitert mit der Erzeugung und Nutzung von Lichtformen im Ultraviolett-, Infrarot- und Terahertz-Frequenzbereich. Sie ist eine der führenden Wissenschaftlerinnen auf dem Gebiet der Halbleiterwissenschaft und -technologie und leistet Pionierarbeit bei der Entwicklung und Implementierung wichtiger moderner Epitaxietechniken wie MOCVD, VPE, Gas-Molekularstrahlepitaxie und MOMBE.

## Leben und Werk
Razeghi erhielt ihren Abschluss in Kernphysik an der Universität Teheran und promovierte 1980 an der Universität Paris. Anschließend forschte sie bis 1985 als Senior Research Scientist am Thomson-CSF in Orsay. Nachdem sie dort bis 1991 das Exploratory Materials Laboratory geleitet hatte, zog sie 1991 in die Vereinigten Staaten, wo sie Walter P. Murphy Professorin an der Northwestern University wurde. Sie gründete dort das Center for Quantum Devices und richtete das Bachelor- und Masterprogramm in Festkörpertechnik ein.

## Forschung
Als Pionierin bei neuen Techniken zur Herstellung von Halbleitermaterialien und zum Bau optoelektronischer Geräte für Laser begann sie dann die Entwicklung elektronischer Geräte zu untersuchen, die über ein breites Frequenzspektrum einschließlich des Terahertz-Bereichs arbeiten. Dies führte sie zum Quantenkaskadenlaser (QCL). Der QCL ist ein Halbleiterlaser, der erstmals in den 1990er Jahren erfunden wurde und im Infrarot- bis Terahertz-Bereich arbeitet. Die meisten funktionierenden QCLs waren schwerfällige und teure Geräte, die nur bei sehr kalten Temperaturen mit geringer Ausgangsleistung funktionierten und für den allgemeinen Gebrauch ungeeignet waren. Razeghi baute auf ihren früheren Forschungen in der Halbleiterentwicklung auf, insbesondere der Verwendung von Indiumphosphid-Materialien, um bestehende QCL-Designs zu verbessern. Sie erreichte eine breite Palette von QCLs mit hoher Leistung bei Raumtemperatur und verwandelte das Gerät von einer technologischen Neuheit in ein praktisches, kommerziell nutzbares Produkt. Mithilfe ihres QCL-Designs konnte die Terahertz-Technologie vollständig umgesetzt werden.
Als sichere, unschädliche Strahlung, die feste Materialien durchdringt, können THz-Wellen zur spektroskopischen „Fingerabdruckerfassung“ verwendet werden, bei der verschiedene Proteine und Krankheitserreger abgebildet werden. Die gleichen Eigenschaften machen die THz-Bildgebung nützlich für Sicherheits- und Überwachungsscreenings, so können THz-Wellen versteckte Waffen und Sprengstoffe erkennen. Diese Anwendung der THz-Strahlung macht sie auch für Wissenschaftler sehr attraktiv, die sie zur Charakterisierung verschiedener Moleküle und Substanzen verwenden können. In der Fertigung kann sie zur Qualitätskontrolle und zerstörungsfreien Prüfung eingesetzt werden und wurde verwendet, um Kunstwerke der Renaissance zu untersuchen, indem man gefahrlos in die Schichten eines Gemäldes blickte, um verborgene Details zu enthüllen.
Razeghi forschte an der Entwicklung neuer Fertigungstechnologien, wie z. B. der Outer Edge-Technologie für metallorganische chemische Gasphasenabscheidung (MOCVD), der Gasphasenepitaxie (VPE), der Molekularstrahlepitaxie (MBE) und der Elektronenstrahllithografie (UBL).
Ihre Übergitterdetektoren und -bildgeber Typ II wurden erfolgreich bei verschiedenen Weltraummissionen eingesetzt, darunter bei der NASA Landsat 9-Mission und bei der SpaceX-Mission.
Razeghi ist Autorin von 20 Büchern und Autorin von 35 Buchkapiteln. Sie ist Autorin oder Co-Autorin von mehr als 1000 Aufsätzen und hat mehr als 1000 Gast- und Plenarvorträge gehalten. Sie ist Inhaberin von 55 Patenten.
Razeghi ist Mitglied des Redaktionsausschusses vieler Zeitschriften wie Journal of Nanotechnology und Journal of Nanoscience and Nanotechnology und Mitherausgeberin von Opto-Electronics Review.
Sie ist Mitglied des International Advisory Board des Polish Committee of Science und außerordentliche Professorin am Optical Sciences Center der University of Arizona.
Am 25. Januar 2025 betrug ihr h-Index bei Google Scholar 109.

## Auszeichnungen und Ehrungen (Auswahl)
- 1987: IBM Europe Science and Technology Prize  (gemeinsam mit Bruce A. Joyce vom Philips Research Laboratories Redhill, Surrey, und Elisabeth Bauser)
- 1995: Society of Women Engineers (SWE) Achievement Award
- 1998: Photonics West Optoelectronics 1998 Symposium Best Paper Award
- 2003: Nominated for Northwestern University McCormick Teacher of the Year Award
- 2004: Elected Fellow of American Physical Society (APS)
- 2004: Elected Fellow of Optical Society of America (OSA)
- 2004: R.F. Bunshah Award from Intal Conference on Metallurgical Coatings and Thin Films
- 2004: Photonics West Optoelectronics 2004 Symposium Best Paper Award
- 2005: Elected Fellow of Institute of Electrical and Electronics Engineers (IEEE)[9]
- 2005: Elected Fellow of Institute of Physics (IOP)
- 2008: Elected Lifetime Fellow of Materials Rearch Society (MRS)
- 2013: IBM Faculty Award
- 2016: Jan Czochralski Gold Medal
- 2017: Elected Lifetime Fellow of Institute of Electrical and Electronics Engineers (IEEE)
- 2018: Benjamin Franklin Medal in Electrical Engineering[10]
- 2021: Member of Academy of Europe
- 2022: Best Female Scientist Award
- 2023: Best Female Scientist Award
- 2023:  Electronics and Electrical Engineering in United States Leader Award
- 2024:  Electronics and Electrical Engineering in United States Leader Award
- 2024: Light Science and Application: Outstanding Contribution Award

## Mitgliedschaften
- American Association for the Advancement of Science (AAAS)
- Fellow American Physical Society (APS)
- Electrochemical Society
- French Academy of Sciences and Technology
- Fellow of International Engineering Consortium (IEC)
- Fellow of Institute of Electrical and Electronics Engineers (IEEE)
- Fellow of Institute of Physics (IOP)
- Lifetime Fellow Materials Research Society (MRS)
- Fellow of Optical Society of America (OSA)
- Fellow of Society of Photo-Optical Instrumentation Engineers (SPIE)
- Fellow and Life Member of Society of Women Engineers (SWE)

## Veröffentlichungen (Auswahl)
- mit Steven Slivken, Nirajman Shrestha: Entwicklung von leistungsstarken, InP-basierten Quantenkaskadenlasern auf alternativen epitaktischen Plattformen. SPIE (2024).
- mit Steven Slivken:  Room Temperature, Continuous Wave Quantum Cascade Laser Grown Directly on a Si Wafer. IEEE Journal of Quantum Electronics (2023).